# Kalcium-nitrát
A kalcium-nitrát egy szervetlen vegyület, a kalcium salétromsavas sója. Fehér színű, levegőn állva szétfolyik. Jól oldódik vízben és alkoholban. 100 g vízben 20 °C-on 139 g oldódik fel. Vizes oldatából tetrahidrátja (Ca(NO3)2 · 4 H2O) kristályosítható ki. Műtrágyaként használják.

## Kémiai tulajdonságai
Hevítés hatására a tetrahidrát elveszíti a kristályvizét. Még magasabb hőmérsékletre hevítve bomlik. A bomlás termékei az oxigén, a nitrogén-oxid és a kalcium-oxid.

## Előfordulása
A természetben kalcium-nitrát keletkezik szerves anyagok lebomlásakor (rothadásakor) meszes talajokban. A szerves anyag bomlásakor ammónia keletkezik, amit a nitrifikáló baktériumok salétromsavvá oxidálnak. Ez reakcióba lép a talajban található kalcium-karbonáttal, és így kalcium-nitrát képződik.
{\displaystyle \mathrm {CaCO_{3}+2\ HNO_{3}\rightarrow Ca(NO_{3})_{2}+H_{2}O+CO_{2}} }

## Előállítása
Iparilag kalcium-karbonátból állítják elő salétromsavban való oldással. Az ekkor keletkező oldatot bepárolják, a kalcium-nitrátot kikristályosítják.

## Felhasználása
A kalcium-nitrátot műtrágyaként használják. Különösen szikes talajokon használható jól.